# Mihail Vasziljevics Lomonoszov
Mihail Vasziljevics Lomonoszov (Gyenyiszovka, 1711. november 19. – Szentpétervár, 1765. április 15.) orosz polihisztor, aki legalább egy tucat művészeti és tudományos ág tudósa volt, de legfőképp a fizika, a kémia, a prózaírás és a költészet területén alkotott maradandót. Erzsébet cárnő az ő kezdeményezésére alapította a később róla elnevezett a Moszkvai Állami Egyetemet, amely azóta is a világ egyik legnevesebb felsőoktatási intézménye.

## Élete
Gyenyiszovkában (ma Lomonoszovo, Holmogori járás) született. Édesanyja parasztlány, édesapja halász volt. Származását letagadva bejutott az elvileg csak nemes ifjakat fogadó moszkvai Szpasszkij-kolostor akadémiájára. Itt görögöt és filozófiát tanult, s fizikai munkából élt, majd a kormány ösztöndíjával a szentpétervári akadémián bányatiszti tanulmányokat folytatott. 1736-40 közt Németországban, főleg Marburgban, tanult bányászati, kohászati és természettudományos ismereteket. Hazatérve, 1742-től fizikát tanított a szentpétervári akadémián, 1745-ben a kémia professzora lett. Előadásait elsőként tartotta oroszul, írásai az Akadémia folyóiratában jelentek meg. Később az akadémiai kancellária titkára, államtanácsos, 1760-tól a Svéd Királyi Tudományos Akadémia tagja, 1764-ben a Bolognai Intézet Tudományos Akadémiájának tiszteletbeli professzora, Európa-szerte ismert tudós.
1754 nyarán fogott hozzá régóta dédelgetett álma megvalósításához, egy hazai egyetem felállításához, azzal a szándékkal, hogy a tehetséges fiatalemberek ne csak külföldön pallérozhassák elméjüket. Elérte, hogy az intézmény (amely 1940 óta a nevét viseli) felülemelkedjen a rendi különbségeken.
Mint a pétervári akadémia kémiai osztályának vezetője 1745-ös professzori kinevezése után fő feladatának egy kísérleti laboratórium létrehozását tartotta. Hosszas fáradozásainak meg is lett az eredménye, mivel az 1745 decemberében benyújtott kérvényét a szenátus elfogadta, és 1746. július 1-jén nagy összeggel járult hozzá elgondolásának megvalósításához. Oroszország első korszerű, jól felszerelt laboratóriuma tette lehetővé azokat a kísérleteket, amelyeket Lomonoszov 1748-tól az anyagok szerkezetével és égésével kapcsolatban végzett. E vizsgálódások fontos felismerését fogalmazta meg 1748. július 5-én Leonhard Eulerhez írott levelében, amelyben elsőként fejtette ki a molekulák (korpuszkulák) szerkezetére vonatkozó elképzelését. (E levél eredetije csak több mint kétszáz évvel később, 1950-ben került elő a Tartui Egyetem könyvtárában.)
A kiváló polihisztor legalább egy tucat diszciplína területén jeleskedett, így a kémia, a fizika, az ásványtan, a bányászat, a kohászat, a csillagászat, a meteorológia, a jog, a történelem, a földrajz, a filozófia, az irodalom és a nyelvészet kutatásában egyaránt kimagasló teljesítményt nyújtott. Elévülhetetlen érdemeket szerzett az elektromossági kísérletek, a hőelmélet, az optika, a
mágnesesség, a fénytan, a légköri jelenségek vizsgálatával. Behatóan foglalkozott a gázok tulajdonságaival, a földrengések és a vulkáni kitörések jelenségével, a földkéreg, a szén, a kőolaj, a borostyán keletkezésével és a természeti kincsek feltárásának lehetőségeivel. Felkeltették érdeklődését a meteorológiai és légköri jelenségek, a fel- és leszálló légmozgások, a biztonságosabb hajózás, a szélességi körök pontos meghatározása és a Vénusz csillagászati megfigyelése is.
Ő volt az első, aki a színeket az anyaggal kapcsolatba hozta, azokat különböző „éter-részecskékkel” magyarázva. Lerakta a kinetikai hő- és gázelmélet alapjait, szerinte a hőt nem érzékelhető részecskék forgómozgása okozza, ezzel magyarázta a gáztörvényeket is. Beszélt a hideg alsó határáról (az abszolút nulla fokról), ahol minden mozgás megszűnik. A természettudomány majd minden ágát művelte: fizikai, asztronómiai, kémiai, geológiai, geofizikai vizsgálatai is úttörő jelentőségűek. Ő készítette el Oroszország első pontos térképét. A földtani változások folyamatosságát hirdette, felismerte: a kőolaj és földgáz sok millió éve elpusztult növények és állatok testéből jött létre a magas hőmérséklet és nyomás hatására. 1761-ben a Vénusz körül fényjelenséget figyelt meg, melyet a Vénusz-légkör hatásával magyarázott, ezt Lomonoszov-gyűrűnek hívják.
A természettudományok csaknem minden ágát művelte: fizikai, kémiai, asztronómiai, geológiai, geofizikai vizsgálatai egyaránt úttörő jelentőségűek. A fizikatörténet számára két munkája érdekes: az egyikben kifejti, hogy a hő a nem érzékelhető részecskék forgómozgása. Beszél a hideg alsó határáról (ma úgy mondanánk, az abszolút nulla fokról), ahol minden mozgás megszűnik. A másik munkája ezen gondolat alapján kísérli meg a gáztörvények megmagyarázását. Fontos momentum, hogy a hőmérséklet szerepét helyesen látja meg. Megfogalmazza az anyagmegmaradás törvényét is.
Lomonoszov mindenre kiterjedő érdeklődését és sokoldalú tehetségét bizonyítja, hogy az általa kitalált technológiával gyártott színes üvegeket rögtön üvegmozaik képek alkotására használta fel, amelyek közül legismertebb a monumentális (4,8 × 6,5 m) méretű, a poltavai csatát (I. Péter orosz cár történelmi jelentőségű győzelmét a svédek fölött 1709-ben) ábrázoló mozaikkép. Művészeti tevékenysége elismeréséül a Művészeti Akadémia tagjai közé is beválasztották.
A modern orosz irodalmi nyelv megteremtője. Ő alkotta meg az első tudományos megalapozottságú orosz nyelvtant és egységes helyesírást. Nevéhez fűződik a hangsúlyos verselési forma bevezetése a XVIII. századi orosz poétikába, amely a Vaszilij Tregyiakovszkijjal (1703–1769) és Alekszandr Szumarokovval (1718–1777) folytatott heves irodalmi vitákat követően váltotta fel elavult elődjét, az úgynevezett szillabikus költészetet. A „Levél az orosz verselés szabályairól” (1739), a „Retorika” (1748) és az „Orosz grammatika” (1755) című munkái a korszak kimagasló filológiai teljesítményei közé tartoznak. Meggyőződéssel vallotta, hogy anyanyelve semmivel sem szegényebb, fejletlenebb, mint a divatos francia, német, angol, olasz és spanyol. Sőt úgy vélte, hogy az orosz nyelv egyesíti magában a fentiek összes szépségét és gazdagságát.
Elmélyülten tanulmányozta az ősi orosz évkönyveket és a szláv törzsek VI–IX. századi történetét is. Ezt bizonyítja „Régi orosz történelem” című munkája, amely már 1758 nyarán elkészült, de csak halála után, 1766-ban látott napvilágot.
Ódái – az orosz föld szépségéről, gazdagságáról, I. Péter történelmi alakjáról, uralkodói erényeiről, a hazaszeretetről, a háborúk értelmetlenségéről és pusztításáról – kitűnő metaforák, allegóriák alkalmazásával, az ókori istenek (Mars, Neptunus, Vulcanus, Diana és mások) egész sorának felidézésével, szenvedélyes és patetikus stílusával az olvasók hazafias érzületét igyekeztek felkelteni. Büszkén vallotta, hogy „az orosz föld is képes Platónokat és gyors eszű Newtonokat szülni”, akiknek egyetlen nemzet előtt sem kell szégyenkezniük. Ódáiban meggyőző erővel hirdette az ipar, a kereskedelem hasznosságát és a tudományok szeretetének fontosságát. Költői ars poeticájáról „Beszélgetés Anakreónnal” című művében vallott talán legszebben, amelyben a bor, a vidámság és a szerelem lantosaként ismert, hedonista életszemléletet valló ókori költővel ellentétben az egyén legfontosabb feladataként a társadalom szolgálatát és a kötelességek teljesítését jelölte meg.

## Emlékezete
- A Moszkvai Állami Egyetem a nevét viseli.
- Lomonoszov Akadémikus úszó atomerőmű
- Az 1379 Lomonosowa aszteroida a nevét viseli.

## Magyarul
- Mihail Lomonoszov válogatott írásai; vál. ifj. Gazda István, szerk., jegyz. Misley Pál, utószó Iglói Endre, ford. Bede Anna et al.; Európa–Helikon, Bp., 1982